# Franz Brentano

Franz Clemens Honoratus Hermann Brentano (Marienberg am Rhein (bij Boppard), 16 januari 1838 - Zürich, 17 maart 1917) was een invloedrijk persoon in zowel de filosofie als de psychologie. Filosofen die onder de invloed van Brentano hebben gestaan zijn onder meer Edmund Husserl, Kazimierz Twardowski, Josef Breuer en Alexius Meinong. Hij was de broer van de Duitse econoom Lujo Brentano.

## Biografie
Franz Brentano studeerde filosofie aan de universiteiten van München, Würzburg, Berlijn en Münster. Hij had een grote interesse in Aristoteles en de middeleeuwse scholastiek. In Tübingen schreef hij zijn proefschrift.
Vervolgens ging Brentano theologie studeren en nam hij deel aan het seminarie in München en later Würzburg. Hij bereidde zich voor om een rooms-katholieke priester te worden (gewijd op 6 augustus 1864). Hij gaf colleges filosofie aan de universiteit van Würzburg. Hier heeft hij als student onder andere Carl Stumpf en Anton Marty.
Tussen 1870 en 1873 is Brentano sterk betrokken bij het debat over de onfeilbaarheid van de Paus. Als sterke tegenstander van een dergelijk dogma treedt hij af als priester. Stumpf, die op dat moment aan het seminarie studeerde, volgde Brentano en keerde zich ook van de kerk af.
In 1874 publiceert Brentano zijn belangrijkste werk: Psychologie vanuit een empirisch standpunt. Van 1874 tot 1875 geeft hij college filosofie aan de universiteit in Wenen. Hier waren onder andere Edmund Husserl, Alexius Meinong en Christian von Ehrenfels zijn studenten; ook Sigmund Freud was onder de indruk van deze colleges. Om te kunnen trouwen wordt Brentano in 1880 gedwongen om zijn Oostenrijks staatsburgerschap en professoraat op te geven. Het wordt hem toegestaan om als Privatdozent terug te keren naar de universiteit.
Na zijn emeritaat verhuist hij naar Florence in Italië. Aan het begin van de Eerste Wereldoorlog verhuist hij naar Zürich, waar hij in 1917 overlijdt.

## Werk en gedachte
Brentano is vooral bekend om zijn herintroductie van het concept van intentionaliteit — een concept afgeleid uit de scholastiek — in de hedendaagse filosofie.
Verder is hij bekend om de claim Wahrnehmung ist Falschnehmung. Dit betekent dat iemands waarnemingen via zintuigen niet te vertrouwen zijn, omdat zij hem voor de gek kunnen houden. Brentano en vele van zijn pupillen vonden daarom dat de natuurwetenschappen alleen hypotheses konden opleveren en niet de universele en absolute waarheid zoals in de logica of de wiskunde.

## Descriptieve fenomenologie
Brentano is het meest bekend door zijn filosofie van de psychologie. In zijn werken vindt men echter ook andere thema's, zoals ethiek, logica, ontologie, de geschiedenis van de filosofie en (filosofische) theologie. We zullen ons hier echter concentreren op de filosofie van de psychologie. Brentano zélf noemt deze tak van filosofie vaak 'descriptieve psychologie' (of 'psychognosie').
De aanduiding 'descriptieve psychologie' is enigszins misleidend. De term geeft namelijk aanleiding tot de gedachte dat het hier zou gaan om een empirische wetenschap. Maar dat is juist niet waar Brentano mee bezig is. Hij wil geen contingente waarheden beschrijven, maar noodzakelijke, a priori waarheden. Bovendien is deze filosofie meer analytisch dan descriptief. Brentano probeert de structuren in termen van 'deel-geheel' aan te duiden en niet slechts een beschrijving te geven van bepaalde verschijnselen. Deze specifieke discipline kunnen we dus beter omschrijven, zoals Brentano zelf soms ook doet, als descriptieve fenomenologie. Dat hij zijn descriptieve fenomenologie als a priori kennis zag, is duidelijk te zien als hij de resultaten van deze discipline omschrijft als; exact, apodictisch en zelf-evident. Het gaat om een onmiddellijk inzicht in de algemene waarheden en algemene wetten.
Descriptieve fenomenologie (psychognosie) analyseert het bewustzijn en probeert de elementen van het bewustzijn te ontdekken. Het gaat dus steeds om een mereologische analyse. De vraag is dan wat precies de structuur van het bewustzijn is en welke relaties er te vinden zijn. Omdat de wetten van de descriptieve fenomenologie a priori zijn en de relaties dus steeds dezelfde zijn, worden zij ook wel ontologische relaties genoemd.
Deze descriptieve fenomenologie verschilt essentieel van de genetische psychologie, waar het draait om het verband tussen oorzaak en gevolg. Hier wordt gezocht naar de verbanden tussen fenomenen als reële voorwerpen - reëel in de zin van wirk-lich, het heeft een bepaald effect. Het gaat hier om 'wetten van associatie'.
Descriptieve fenomenologie onderzoekt dus de structuur als de bouwstenen (fenomenen) al gegeven zijn.

## Mentale en fysische fenomenen
Brentano maakt onderscheid tussen twee soorten fenomenen, namelijk mentale fenomenen en fysische fenomenen. Dit zijn de enige soorten fenomenen die er zijn. Een fenomeen is 'datgene wat in mijn bewustzijn aanwezig is'. Fenomenen zijn voorstellingen en zijn geheel gescheiden van fysische objecten. Men moet dus niet de fout maken, te denken dat fysische fenomenen, fysische objecten zijn. Zowel mentale als fysische fenomenen zijn in het bewustzijn. Mentale fenomenen zijn simpelweg acten met een bepaalde inhoud. De noties 'mentaal fenomeen' en 'mentale act' duiden precies hetzelfde aan (ze zijn synoniem) en Brentano gebruikt beide termen door elkaar.
Fysische fenomenen zijn altijd de objecten ( = de inhoud: zoals indrukken en ideeën), van de mentale acten. Dit wil niet zeggen dat alleen fysische fenomenen een object van een act kunnen zijn. Ook mentale fenomenen kunnen object van een mentale act ( = fenomeen) zijn, bijvoorbeeld bij het herinneren. Hoe dit precies werkt, wordt duidelijk als we kijken naar Brentano's invulling van de notie intentionaliteit.

## Intentionaliteit. Primaire en secundaire objecten
Intentionaliteit, of 'intentioneel bestaan-in' is de naam voor de relatie tussen de mentale fenomenen en hun objecten. Brentano geeft niet een uitgebreide analyse over deze relatie, maar geeft een paar aanduidingen van objecten en acten om een idee te geven van wat ze betekenen. Objecten binnen een intentionele relatie worden omschreven als: 'mentaal bestaan-in', immanente objectiviteit' en 'immanent bestaan als een object'. Mentale acten worden omschreven als: 'richtend tot een object', 'het hebben van een object, intentioneel in zichzelf' en 'wijzend naar een inhoud' (reference to a content).
Object staat dus gelijk aan inhoud. Beide betekenen namelijk dat ze 'bestaan-in' een mentale act. Wederom: het gaat duidelijk niet om een object in de buitenwereld!
De relatie tussen een mentale act en haar object (de inhoud van de act) noemen we primaire intentionaliteit. Het is de relatie waarin de mentale act gericht is op een fysisch fenomeen, waar het fysische fenomeen de inhoud is van die mentale act. De inhoud kan nooit de act zélf zijn -wat impliceert dat de relatie per definitie niet-reflexief is. Het object noemen we dan het primaire object.
Het is echter niet zo dat alleen een fysisch fenomeen een primair object zijn kan. Mentale acten zélf kunnen het object van een mentale act zijn, bijvoorbeeld bij het 'herinneren' of als iemand zich inbeeldt dat hij een toon hoort. Deze twee acten zijn dan wel numeriek verschillend.
De vraag is nu of een act niet gericht kan zijn op zichzelf. Waarom moet het altijd een object intenderen? Dit heeft volgens Brentano te maken met de gedachte dat wanneer ik mij bewust ben van mijn act (a), mijn bewustzijn eerst een stap terug moet zetten om deze act (a) waar te nemen en dus is er een nieuwe act (a1) ontstaan die de eerste act (a) nu als object heeft.
Aldus ontstaat er een probleem. We hebben gezien dat primaire intentionaliteit een niet-reflexieve relatie inhoudt tussen act en object. Toch zijn wij ons soms bewust van een act, terwijl de act aanwezig is in ons. Brentano lost dit probleem op door een meer complexe structuur uiteen te zetten. In deze nieuwe structuur kan één mentale act, twee objecten hebben. Het primaire object is de inhoud van de mentale act. Het andere object is de mentale act zélf. Dit object wordt het secundaire object genoemd.
Van dit secundaire object hebben wij door innerlijke waarneming altijd zekere kennis. Deze innerlijke waarneming is nooit van primaire objecten en de kennis hiervan kan incorrect zijn.

## Theorie van oordelen
Brentano onderscheidt drie verschillende mentale acten of psychische fenomenen: voorstellen, oordelen en belangenfenomenen als willen, haten enz. Belangrijk is dat deze acten totaal verschillend van elkaar zijn. Een oordeel is een volledig andere betrekking op een inhoud, dan een voorstelling. Een oordeel veronderstelt wel altijd een voorstelling. Wat je niet voorstelt, kun je ook niet oordelen.
Een oordeel volgens Brentano, is altijd existentieel, dus van de vorm A bestaat, of A bestaat niet. Dit is een totaal andere vorm dan de huidige visie op oordelen, waarin vaak P wordt geprediceerd van een subject. Dus van de vorm: S is P. Volgens Brentano moet zo'n oordeel omgezet worden in de vorm: S is P bestaat. S is P kan in zijn geheel ontkent of bevestigd worden.
Een oordeel is dus of bevestigend of ontkennend. Ook dit is anders dan tegenwoordige visies, waarin gezegd wordt dat je kunt bevestigen dat A van iets gezegd wordt of niet-A van iets gezegd wordt en waarin dus geen ruimte is voor ontkennende oordelen. Brentano zegt in plaats daarvan dat je een hele voorstelling neemt en die dan in zijn geheel aanneemt of verwerpt.
Ook laat Brentano zo ruimte open voor het oordelen over waarheden met maar een term, zoals A bestaat, of A bestaat niet.

## Geraadpleegde literatuur
- Bell (1990), David, Husserl, London & New York, Routledge: 3-28.

## Voetnoten
1. ↑  Brentano, Franz, Psychologie vom empirischen Standpunkt, Leipzig: Verlag von Duncker & Humblot: 1874, Cap 7, par. 1, p. 266
2. ↑  Brentano: 1874, p. 266

- Bibsys: 90071437
- Biblioteca Nacional de España: XX977320
- Bibliothèque nationale de France: cb12058989g (data)
- Catàleg d'autoritats de noms i títols de Catalunya: 981058521454906706
- CiNii: DA00592544
- Gemeinsame Normdatei: 118515063
- International Standard Name Identifier: 0000 0000 8137 7520
- Library of Congress Control Number: n80070708
- Nationale Bibliotheek van Letland: 000025926
- Mathematics Genealogy Project: 15176
- Bibliotheek van het Japanse parlement: 00550549
- Nationale Bibliotheek van Tsjechië: jn20000700234
- Nationale bibliotheek van Australië: 35021669
- Nationale Bibliotheek van Israël: 987007259057305171
- Nationale Bibliotheek van Polen: a0000001178351
- Nationale en Universitaire bibliotheek Zagreb: 000076054
- Nederlandse Thesaurus van Auteursnamen: 068382995
- Réseau des bibliothèques de Suisse occidentale: 02-A003041456
- Istituto Centrale per il Catalogo Unico: CFIV102146
- LIBRIS: 179130
- SNAC: w67h4bcr
- Système universitaire de documentation: 028836650
- Trove: 795816
- Virtual International Authority File: 59104031
- WorldCat: E39PBJwD4d7CjCjtTgRgVcBQMP